# Executive Order 12333

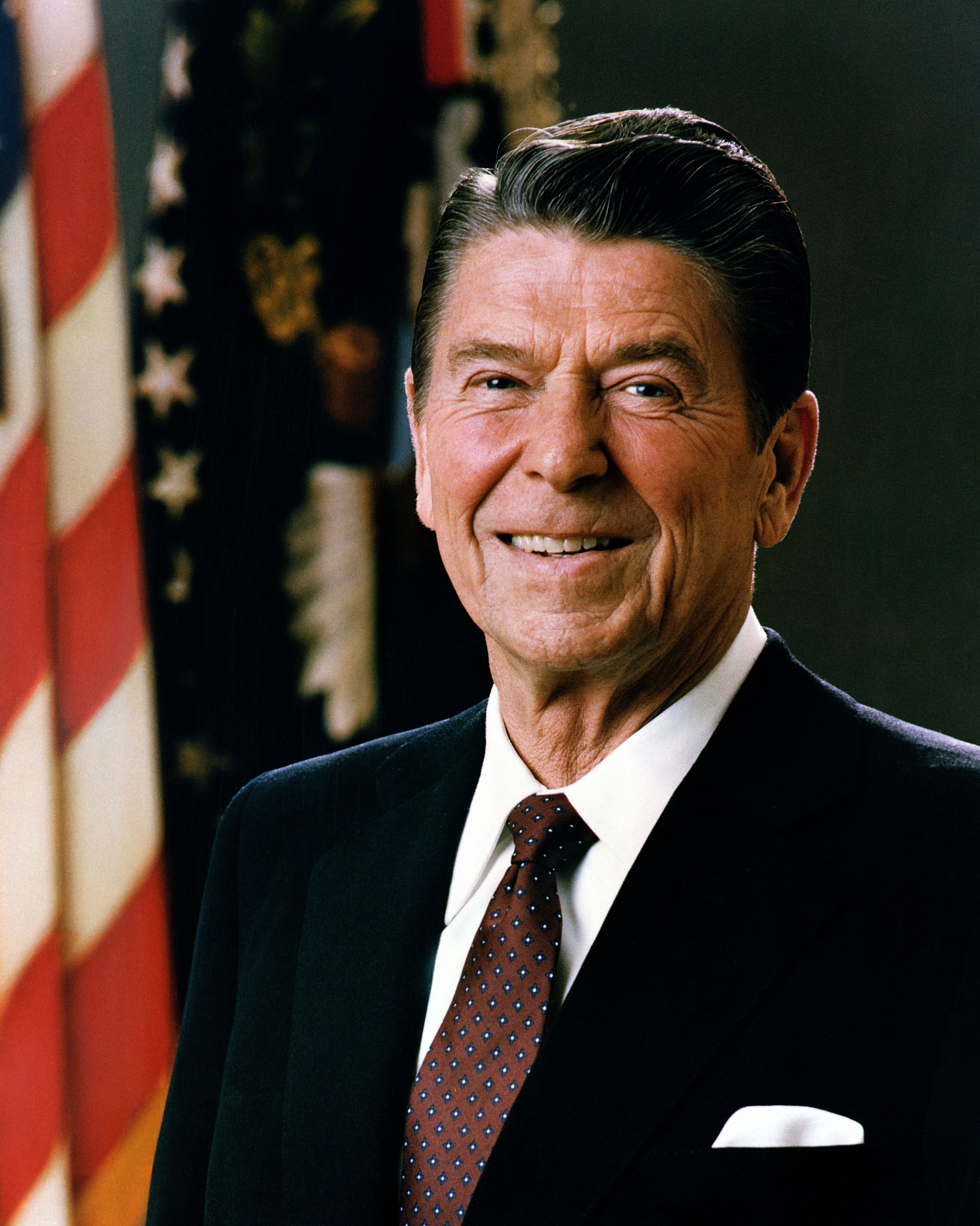
Exekutiv order 12333 undertecknades av president Ronald Reagan den 4 december 1981.

Executive Order 12333, undertecknat den 4 december 1981 av USA:s president Ronald Reagan, var en exekutiv order som syftade till att utöka befogenheter och ansvar för USA:s underrättelsetjänster och instruera ledarna för USA:s federala myndigheter att samarbeta fullt ut med CIA:s begäran om information.  Denna exekutiva order fick titeln United States Intelligence Activities. Den ändrades genom Executive Order 13355: Reinforced Management of the Intelligence Community, den 27 augusti 2004. Den 30 juli 2008 utfärdade president George W. Bush Executive Order 13470 som ändrade Executive Order 12333 för att stärka rollen för Director of National Intelligence (DNI).

## Effekter
Dokumentet har möjliggjort en utvidgning av de amerikanska underrättelsetjänsternas datainsamlingsaktiviteterna.